# Fernando Spinelli (cardinale)
Fernando Spinelli (Napoli, 9 novembre 1728 – Roma, 18 dicembre 1795) è stato un cardinale italiano.

## Biografia
Nacque il 9 novembre 1728.
Papa Pio VI lo elevò al rango di cardinale nel concistoro del 14 febbraio 1785.
Morì il 18 dicembre 1795 all'età di 67 anni.